# Революція 14 липня
Революція 14 липня також знана як Переворот в Іраку 1958 року — військовий переворот в Іраку 1958 року, що завершився розстрілом королівської родини та встановленням республіки в Іраку.

## Передумови
Ірак до революції був конституційною монархією, на чолі якої стояла династія Хашимітів. Молодий король Фейсал II бін Газі фактично був усунутий від керівництва країною. Внутрішньою й зовнішньою політикою Іраку управляла придворна еліта під керівництвом принца Абдель Ілаха.
На початку лютого 1957 року ліберально-націоналістичні Національно-демократична партія й Партія незалежності, ліво-ліберальна ПАСВ та компартія ухвалили рішення об'єднатись у Фронт національної єдності (ФНЄ), програма якого передбачала усунення від влади Нурі аль-Саїда, вихід країни з Багдадського пакту та здійснення демократизації політичного устрою, а також звільнення Іраку від іноземного втручання і проведення політики «позитивного нейтралітету». Фронт підтримували націоналістичні організації й нелегальне армійське формування «Вільні офіцери».
У грудні 1957 року, коли Фейсалу II доповіли про те, що серед силовиків зростає невдоволення режимом, він наказав видавати боєприпаси тільки тим частинам, що прямують на бойові завдання.

## Перебіг подій

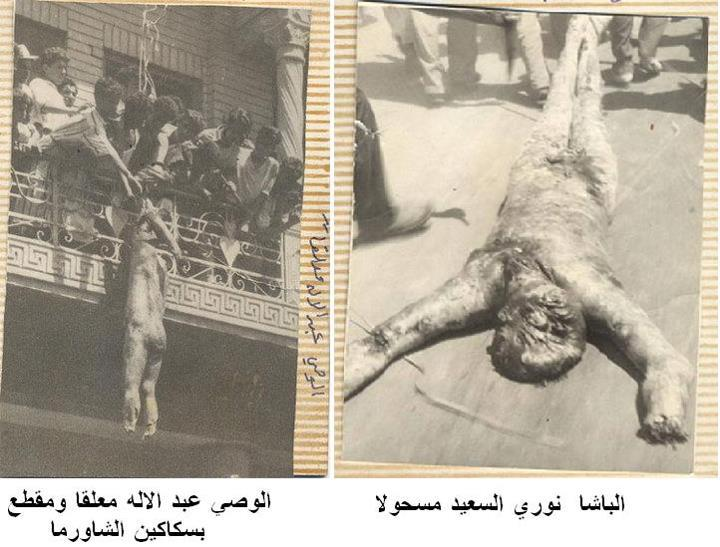
Знущання натовпу над тілом Абдель Ілаха

Виступи почались у ніч з 13 на 14 липня 1958 року, напередодні вильоту короля Фейсала II та прем'єр-міністра Нурі аль-Саїда з Багдада до Стамбула для підписання угоди про приєднання Іраку до інтервенції Туреччини проти Лівану.
13 липня до пізньої ночі в королівському палаці Каср ар-Ріхаб тривав розкішний бенкет. У багдадському аеропорту завершувались останні приготування літака, що мав доставити іракську делегацію до Туреччини. Все це відбувалось напередодні весілля монарха. Поки у палаці тривали веселощі, група офіцерів іракської армії на чолі з бригадиром Абдель Керимом Касемом ввела свої частини на вулиці іракської столиці, захопила урядові будівлі й обстріляла королівський палац Каср ар-Ріхаб. Після того як снарядами було знесено верхні поверхи будівлі та було зламано спротив охорони, до внутрішнього двору спустилась королівська родина на чолі з Фейсалом II і його дядьком, спадковим принцом Абдель Ілахом. Також там були найближчі до короля придворні, кожен з яких тримав над головою Коран. До них підійшли кілька офіцерів і наказали повернутись до стіни палацу обличчям. Лейтенант Абдель Саттар аль-Абосі без наказу відкрив вогонь з кулеметів і розстріляв майже всю королівську родину. Фейсал II помер пізніше від поранень у лікарні, куди його відвезли. Потім тіло Фейсала II виставили на загальний огляд перед його колишньою резиденцією. На відміну від інших представників королівської родини, над трупом молодого короля не знущались, потай поховавши його.
Таким чином було покладено край 37-річному правлінню Хашимітської династії в Іраку. Після бійні у палаці Каср ар-Ріхаб випадково вижила тільки дружина принца Абдель Ілаха. Змовники вирішили, що вона мертва й залишили лежати під купою тіл розстріляних родичів. Серед чудом вцілілих членів королівської родини був двоюрідний брат Фейсала II, Алі бен Хусейн.
Коли покінчили з членами королівської родини, в країні залишалась тільки одна людина, яку необхідно було ліквідувати — прем'єр-міністр. Заколотники почали шукати Нурі аль-Саїда. 70-річний політик якимось чином в останній момент зник зі столиці на човні. Потім він повернувся до Багдада в жіночому вбранні. Однак його все ж змогли впізнати, після чого застрелили (за іншою версією він застрелився сам). Тіло Нурі аль-Саїда кілька днів лежало посеред майдану, поки його за чиїмось наказом не вивезли й не поховали у невідомому місці.
О шостій ранку 15 липня на радіо оголосили, що в країні відбулось «збройне повстання проти тиранії», король і династія були повалені, уряд розпущений.

## Наслідки

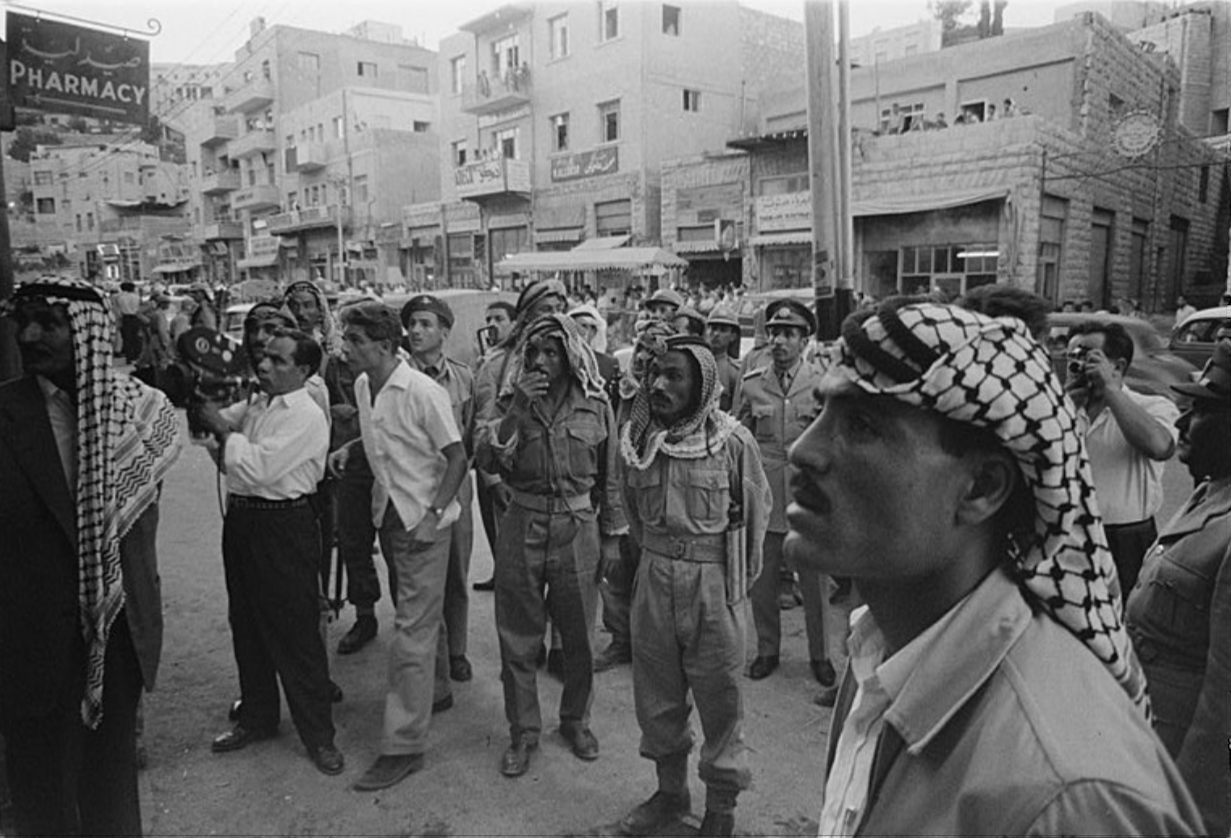
Натовп чоловіків і солдатів у, Йорданія, дивляться репортаж про, 14 липня 1958

Одразу після революції важелі керівництва країною потрапили до рук безпосередніх вождів. Перший «суверенний республіканський уряд» очолив офіційний лідер організації «Вільні офіцери» 44-річний бригадний генерал Абдель Керім Касем, а його заступником став керівник націоналістичного крила «Вільних офіцерів» 37-річний Абдул Салам Ареф. Касем вивів Ірак з Багдадського пакту, прибрав з країни британські військові бази й уклав з СРСР договір про військову й технічну допомогу. Заборонивши всі партії, він дозволив комуністам діяти напівлегально і навіть створювати збройні загони, що певною мірою стали опорою його влади.
Нова влада розгорнула масштабні репресії проти монархістів. Було знищено багатьох прибічників монархії в цілому й Хашимітів зокрема. Інших діячів Королівства Ірак було ув'язнено.

### Порушення прав людини та масові втечі
Академік і письменник Канан Макія порівняв судові процеси над політичними дисидентами за часів іракської монархії, уряду Касема та баасистського Іраку, зробивши висновок: «Поступове погіршення якості кожного видовища є очевидним».